# Dzjoengarije

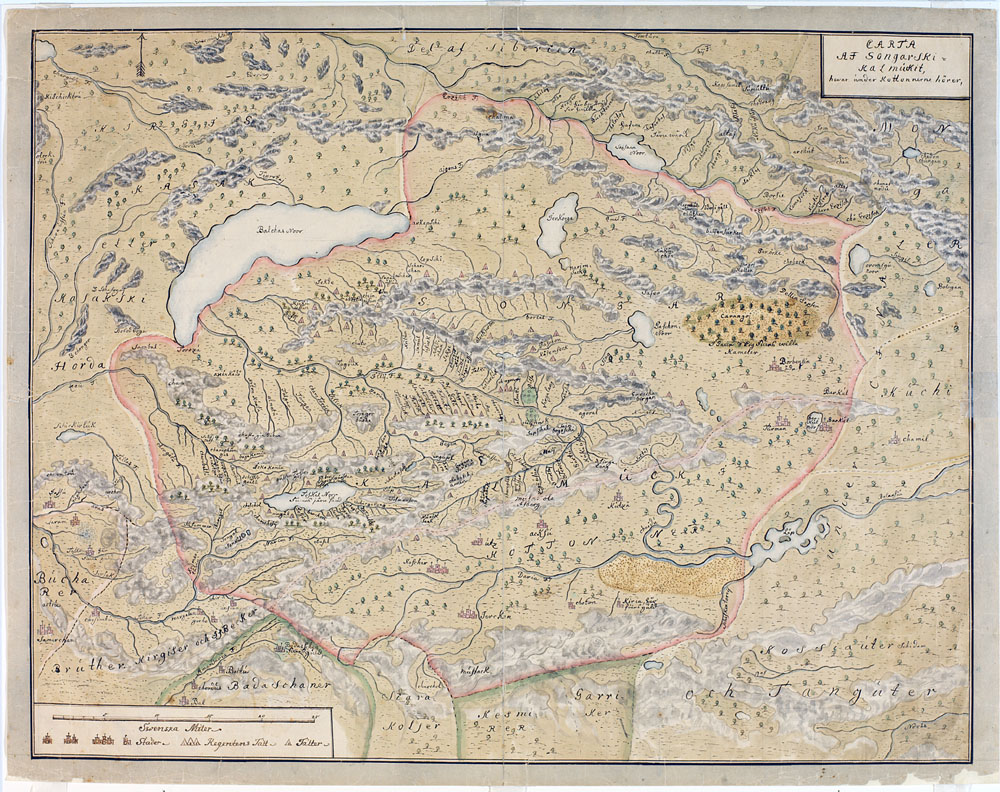
Kaart van Dzjoengarije uit ca. 1744

Dzjoengarije is een geografisch gebied van ongeveer 777.000 km² en bevindt zich voor het grootste gedeelte binnen de autonome regio Xinjiang in het noordwesten van China.
Het gebied wordt gevormd door een inzinking tussen de gebergten Altaj en Tian Shan. Het is woestijnachtig met zoutsteppen en zoutmeren. In het westen vormt de Dzjoengaarse Poort de toegang tot Oost-Kazachstan.
De belangrijkste stad is Ürümqi.

## Vroege geschiedenis
In de vroege Bronstijd werd het gebied bewoond door mensen van de Xemirxekcultuur. In de latere Brons- en IJzertijd werd het deel van het Scythische cultuurgebied. Volkeren als de Yuezhi en Wusun trokken door het gebied. Daarna was het deel van verschillende stepperijken zoals dat van de Xiongnu, Rouran, Göktürken en het Mongoolse Rijk. In de 17e eeuw werd het veroverd door de Mongoolse stam der Dzjoengaren.

## Dzjoengaren
Dzjoengarije is vernoemd naar een Mongools kanaat in Centraal-Azië gedurende de 17e en 18e eeuw. De Dzjoengaren vormden een van de vier stammen van de Oirat-Mongolen. De overige drie waren de Dörbet, Torgut en Khoshut.
Het woord Dzjoengaar is een samenvoeging van jegün dat 'links' of 'oost' betekent en yar dat de betekenis van ‘hand’ of ‘vleugel’ heeft. (In het Mongools heeft 'links' ook de betekenis van 'het oosten' en 'rechts' de betekenis van ‘het westen’). De Dzjoengaren woonden dan wel ten westen van de oostelijke Mongolen, zoals de Khalkha-Mongolen, de Altyn Khan en de Chahar-Mongolen, maar hun naam is het gevolg van het feit, dat ze de 'linkervleugel' vormden van de Oirats.

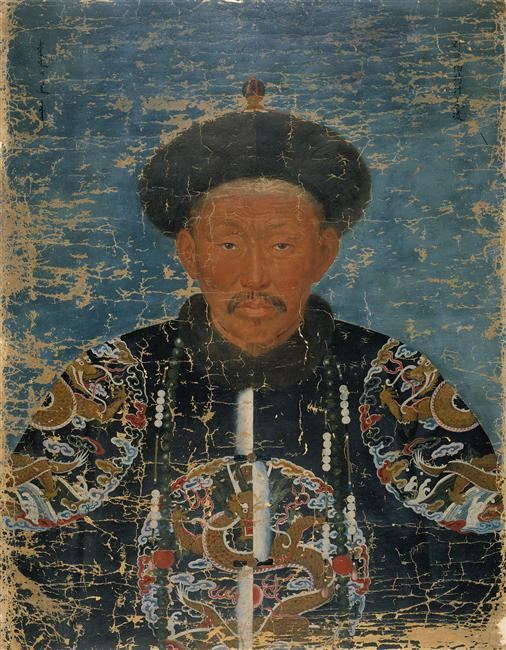
Galdan Tseren

De geschiedenis van Dzjoengarije in de 17e eeuw moet worden gezien tegen de achtergrond van een aantal ontwikkelingen in China en Centraal-Azië. De eerste ontwikkeling is die van de opkomst van de Mantsjoes. De tweede ontwikkeling is het steeds verder oprukken van Rusland in Centraal-Azië. Het gebied van Dzjoengarije was een doorgangsgebied tussen die twee staten.
Er is geen volstrekte overeenstemming onder historici of en in hoeverre de Dzjoengaarse leiders naar de totstandkoming van een 'staat' Dzjoengarije streefden. Het is duidelijk dat al in de 17e eeuw leiders zoals Khara Khula (? -1635) en Erdeni Batur (r.1635-1653) beseften, dat er meer nodig was dan nomadendom om bestuurlijk gezag continuïteit te geven. Het kanaat bereikt zijn grootste omvang in de periode van Galdan (1644-1697). In die tijd was er sprake van grote spanningen met de Qing-dynastie. Vijf militaire campagnes van de Chinese keizer Kangxi braken de macht van Galdan.
In 1689 sloten Rusland en China het verdrag van Nertsjinsk, waarmee Kangxi uitsloot dat er ooit sprake zou zijn van een alliantie tussen Rusland en Dzjoengarije.
De dood van Galdan betekende echter geenszins het einde van de politieke structuur Dzjoengarije. Zijn opvolgers Tsewang Rabtan (r.1697-1727) en vooral Galdan Tseren (r.1727-1745) stimuleerden de ontwikkeling van landbouw, geïrrigeerde akkerbouw, mijnbouw en vormen van industriële productie. Daarnaast werden landkaarten gemaakt van het gebied.
Er bleven echter geregeld spanningen tussen China en Dzjoengarije. In 1739 werd in de periode van de Chinese keizer Qianlong (1711-1799) een vorm van wapenstilstand getekend. Hierbij kwam uiteindelijk een gemarkeerde grens tot stand. Tijdens een periode van ongeveer vijftien jaar na het tekenen van de wapenstilstand raakten de economieën van Dzjoengarije en China sterk op elkaar betrokken.
Er brak daarna echter in Dzjoengarije een interne chaotische strijd om de macht uit. Diverse facties zochten ieder naar externe bondgenoten. Het eindresultaat was dat rond 1755 China de onafhankelijke politieke structuur in Dzjoengarije vernietigde. Het gebied werd bij het Chinese rijk gevoegd. Dit ging gepaard met een massamoord, waardoor ongeveer zeventig procent van de Dzjoengaren omkwam.

## Onder China
Het gebied Dzjoengarije werd opnieuw bevolkt door nieuwe kolonisten die zich met staatssteun daar konden vestigen: miljoenen Han-Chinezen die zich als boer vestigden, Hui, Mantsjoes en kolonisten uit de oasesteden van Oost-Turkestan.

## Lijst van heersers van de Dzjoengaren en hun regeerperiode
- Khara Khula,( gestorven in 1635)
- Erdeni Batur, ook wel Batur Hongtaiji (r. 1635- 1653)
- Sengge, ( 1664- 1670)
- Galdan, ( 1671-1697)
- Tsewang Rabtan ( 1697- 1727)
- Galdan Tseren, ( 1627- 1745)
- Tsewang Dorji Namjal, (1746-1749)
- Lama Darja, (1749- 1753)
- Dawaci, ( 1753-1755)
- Amursana (1755-1757)